# Эльбёф, Генрих Лотарингский
Генрих Лотарингский (7 августа 1661 — 17 мая 1748) — французский аристократ, 4-й герцог д’Эльбёф (1692—1748), пэр Франции. Представитель рода Гизов, младшей линии Лотарингского дома.

## Биография
Родился во дворце д’Эльбёф в Париже. Старший сын Шарля Лотарингского (1620—1692), 3-го герцога д’Эльбёфа (1657—1692), от второго брака с Елизаветой де Ля Тур д’Овернь (1635—1680), дочерью Фредерика Мориса де Ля Тур д’Овернь, герцога Бульонского.
Его младшая сводная сестра Сюзанна Генриетта Лотарингская (1686—1710) в 1704 году стала женой Фердинанда Карла, герцога Мантуи и Монферрата. Его двоюродными сестрами по отцовской линии были Беатриса Иеронима Лотарингская (1662—1738), аббатиса Ремирмона, и Энн Жюли де Мелюн (1698—1724), мать маршала-принца Шарля де Субиса.
В 1677 году в рядах французской армии 16-летний Генрих Лотарингский сражался при Валансьене и Камбре. Был ранен в бедро при Ипре. В 1678 году он участвовал и проявил отвагу во время осады Филипсбурга. Затем он был назначен маршалом, а затем стал генерал-лейтенантом (1696).
Генрих не считался наследником герцога д’Эльбёфа, так у него были два старших брата: Шарль (1650—1690) и Генрих Фредерик (1657—1666). Генрих Фредерик, граф Рьё скончался в 1666 году в возрасте 9 лет, а Шарль, шевалье д’Эльбёф, умер в 1690 году. В это время Генрих Лотарингский носил титулы принца де Лиллебонна и принца д’Эльбёфа.
В мае 1748 года 86-летний Генрих Лотарингский скончался в Эльбёфе. Титул герцога д’Эльбёфа унаследовал его младший брат Эмануэль Морис Лотарингский (1677—1763).

## Семья и дети
28 января 1677 года в Сен-Жерменском дворце женился на Шарлотте де Рошешуар-Мортемар (1660—1729), дочери Луи Виктора де Рошешуара-Мортемара (1636—1688) и Антуанетты Луизы де Месме (ок. 1640—1709), племяннице Мадам де Монтеспан. Супруги имели трёх детей:
- Филипп Лотарингский, принц д’Эльбёф (октябрь 1678 — 18 июня 1705), умер в Пьемонте во время Войны за испанское наследство
- Арманда Шарлотта Лотарингская, мадемуазель д’Эльбёф (15 июня 1683 — 18 декабря 1701), не была замужем
- Шарль Лотарингский, принц д’Эльбёф (1 сентября 1685 — 21 июня 1705), умер в Пьемонте во время Войны за испанское наследство

От внебрачной связи с Франсуазой Марсилли у него было двое детей:
- Генрих де Руто, бастард д’Эльбёф (род. 1702)
- Александр Франсуа де Гросли, бастард д’Эльбёф (род. 1703)